# Al-Noor-Moschee (Christchurch)

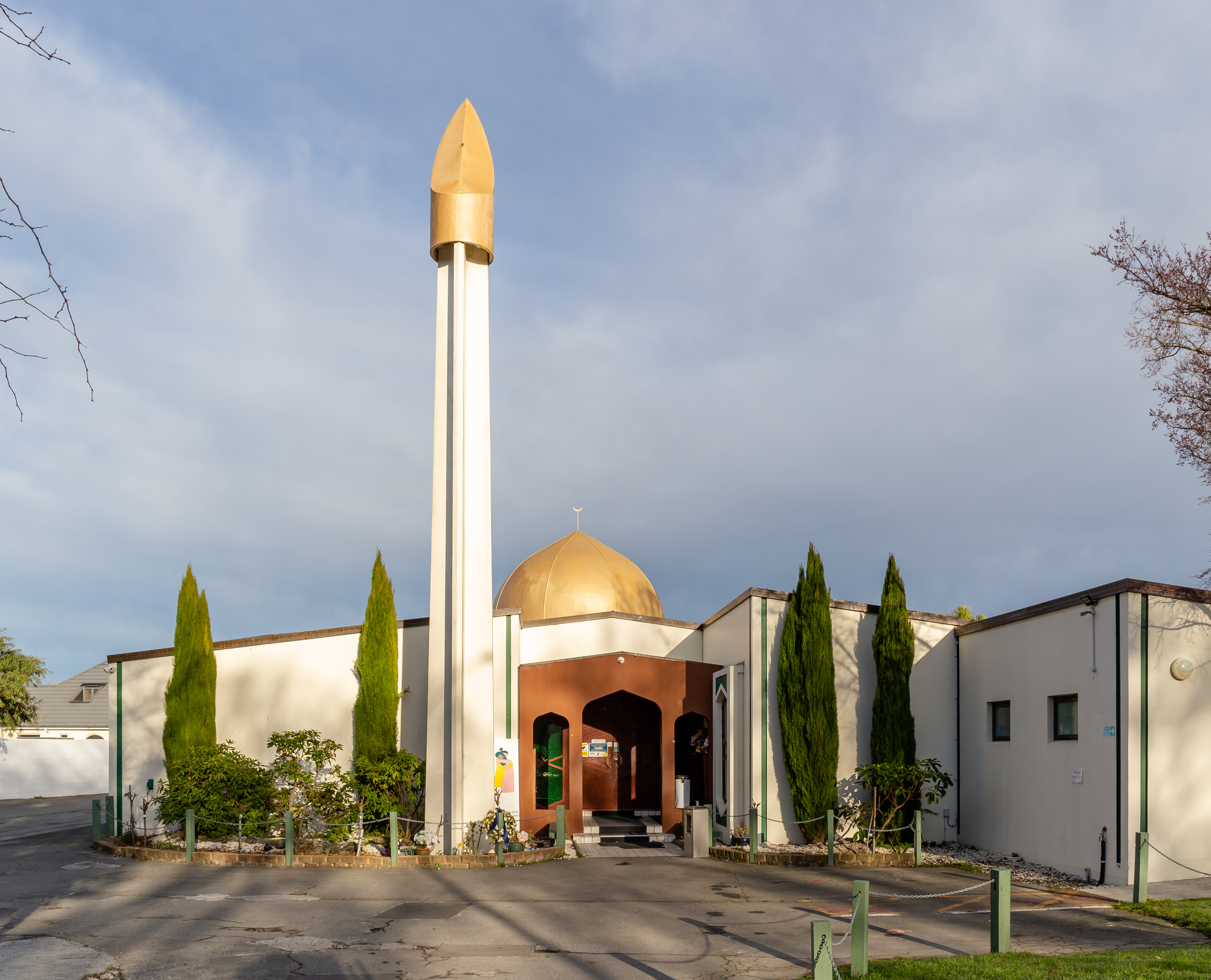
Al-Noor-Moschee (2019)

Die Al-Noor-Moschee (arabisch: مسجد النور) ist eine Moschee am Rande des Hagley Parks im Ortsteil Riccarton von Christchurch, Canterbury, Neuseeland.
Die Moschee wurde in den Jahren 1984 bis 1985 errichtet, nachdem schon seit 1874 Muslime in der Region Canterbury ansässig waren. Der Bau wurde mit 460.000 Neuseeland-Dollar vom Staat Saudi-Arabien unterstützt. Die Moschee wird von der Muslim Association of Canterbury getragen, die 550 Mitglieder aus 40 Herkunftsländern hat. Sie war die erste Moschee auf der neuseeländischen Südinsel und bis 1999 die südlichst gelegene Moschee der Welt.
Nachdem im November 2013 zwei muslimische Konvertiten mit mutmaßlichen Verbindungen zu al-Qaida, der Australier Christopher Havard und der australisch-neuseeländische Daryl Jones, in Jemen von US-amerikanischen Drohnen getötet worden waren, erhoben die Eltern von Havard den Vorwurf, die beiden jungen Männer seien 2011 in der Al-Noor-Moschee in Christchurch erstmals mit einem radikalen Islam in Berührung gekommen. Der damalige Imam wies diesen Vorwurf zurück, da in der Al-Noor-Moschee niemals ein radikaler Islam gelehrt worden sei und man diesen zudem ablehne. Richard Jackson vom National Centre for Peace and Conflict Studies der University of Otago äußerte sich skeptisch zu den Vorwürfen der Familie von Havard: Er halte diese für weit hergeholt und vermute, die beiden jungen Männer hätten sich im Internet radikalisiert.
Die Moschee wurde am 15. März 2019 Ziel eines Anschlags durch einen australischen Rechtsextremisten mit mindestens 50 Todesopfern und zahlreichen Verletzten.